# Bahnauer Bruderschaft
Die Bahnauer Bruderschaft ist eine evangelische Bruderschaft und Träger der Evangelischen Missionsschule in Weissach im Tal im Rems-Murr-Kreis in Baden-Württemberg. Die Missionsschule bildet Prediger, Missionare, Religionspädagogen und Jugendreferenten aus und ist Mitglied im Evangelischen Gnadauer Gemeinschaftsverband e.V.

## Geschichte

### Anfänge in Ostpreußen
Die Bruderschaft wurde 1906 im ostpreußischen Preußisch Bahnau (Kreis Heiligenbeil) gegründet. Erster Leiter war Carl Lange. Zu der Gemeinschaft gehörte ein Brüderhaus genanntes Anwesen mit Wohn- und Bethaus. Weiterhin im Eigentum der Bruderschaft waren 139 Grundstücke Ackerland mit einer Größe von etwa 35 Hektar. Während der NS-Zeit gehörten viele Brüder der Bekennenden Kirche an und wurden von den Machthabern schikaniert. Die Bekennende Kirche stand in Opposition zu der NS-Bewegung und den nationalsozialistisch geprägten Deutschen Christen, die das Alte Testament und die Paulusbriefe verworfen hatten. Als 1939 der Zweite Weltkrieg begann, wurden viele Brüder zum Wehrdienst eingezogen, zum Beispiel Friedrich Busch, der 1944 an der Ostfront fiel. Im Herbst 1944 erreichten die ersten sowjetischen Soldaten Ostpreußen. Ihre Kriegsverbrechen lösten eine Massenflucht aus. Die gesamte bis dahin in Preußisch Bahnau verbliebene Bruderschaft musste im Winter 1944/1945 Ostpreußen verlassen und flüchtete über das zugefrorene Frische Haff. Durch Flucht, Vertreibung und Kriegsgefangenschaft wurden die Brüder in alle Winde zerstreut und die Gemeinschaft stand kurz vor ihrem Untergang.

### Neuanfang in Württemberg
Max Fischer erreichte im Februar 1945 die Region Stuttgart und hielt sich zunächst in Köngen auf. Im Juni 1945 übertrug ihm Landesbischof Theophil Wurm die vakante Pfarrstelle in Unterweissach, wo er weitere Brüder sammeln konnte. Im September 1945 wurde Pfarrer Johannes Wieder aus amerikanischer Gefangenschaft entlassen. Durch Vermittlung von Max Fischer wurde er an die Stiftskirchengemeinde im benachbarten Backnang berufen. Im Herbst 1946 konnte sich die Bruderschaft zum ersten Mal nach dem Zweiten Weltkrieg zu einer Konferenz treffen. Dabei wurde die Frage diskutiert, ob ein Neuanfang gewagt oder ob man sich anderen Gemeinschaften anschließen sollte. Im Gespräch waren ein Zusammenschluss mit der Liebenzeller Mission in Bad Liebenzell oder eine Angliederung an die Evangelistenschule Johanneum in Wuppertal-Barmen. Beide Gemeinschaften lehnten jedoch einen Zusammenschluss mit der Bahnauer Bruderschaft wegen finanzieller Probleme ab. Bei der Konferenz stand auch die Auflösung der Bahnauer Bruderschaft zur Diskussion. Letztlich wurde entschieden, die Gemeinschaft zu erhalten. Der neue Vorstand um Max Fischer begann daraufhin die Suche nach einem neuen Bruderhaus. Ein Umzug nach Hessen oder Westfalen wurde erwogen, aber letztlich verworfen. Im Winter 1947/48 konnte die Gemeinschaft das nicht mehr genutzte Gasthaus Lamm in Unterweissach für 200 DM pro Monat pachten. 1948 genehmigte der Oberkirchenrat den Betrieb der Missionsschule. Als Dozenten arbeiteten Pfarrer Fischer und Pfarrer Wieder. Weiterhin konnten Pfarrer Weißenstein aus Allmersbach im Tal, Dekan Pfeifle aus Backnang und Pfarrer Weippert (Oberbrüden) gewonnen werden. Den Deutschunterricht übernahm Studienrat Schubner, den Musikunterricht Kantor Rabsch. Der Umbau des Gasthauses konnte durch ehrenamtliche Helfer bewerkstelligt werden. Am 24. Mai 1948 wurde die Missionsschule mit einem Festgottesdienst eingeweiht.
1950 erhielt die Missionsschule eine Großspende und konnte so 1954 ein Grundstück in Unterweissach erwerben. Das Grundstück wurde mit einem modernen Lehrgebäude, einer Buchhandlung, einem Wohnheim und einem eigenen Andachtsraum mit Orgel bebaut werden.
Anfang der 1960er Jahre konnten erste Missionare nach Argentinien, Brasilien und Paraguay entsandt werden. Es folgten Einsätze für die Rheinische Mission in Indonesien.
1967 starb Max Fischer unerwartet. Sein Nachfolger wurde Pfarrer Walter Schaal, der später Vorsitzender des Altpietistischen Gemeinschaftsverbands (Apis) wurde.

## Persönlichkeiten

### Leiter
- 1906–1941: Carl Lange
- 1938–1944: Friedrich Busch
- 1945–1967: Max Fischer
- 1967–1969: Walter Schaal
- 1969–1990: Manfred Bittighofer
- 1990–1999: Günther Kreis
- 1999–2008: Eugen Reiser
- 2008–2024: Thomas Maier
- ab 2025: Tina Arnold[1]

### Lehrende
- Siegfried Kettling (1937–2024), evangelischer Pfarrer, Autor und theologischer Lehrer

### Sonstige mit der Bahnauer Bruderschaft verbundene Personen
- Ernst Krupka (1890–1991), Evangelist
- Winfried Dalferth (1953–2021), Theologe und christlicher Liedermacher
- Hanna Nouri Josua (* 1956), deutsch-libanesischer Prediger und Missionar
- Kira Geiss (* 2002), Titelträgerin des Wettbewerbs Miss Germany 2023